# Global Gender Gap Report

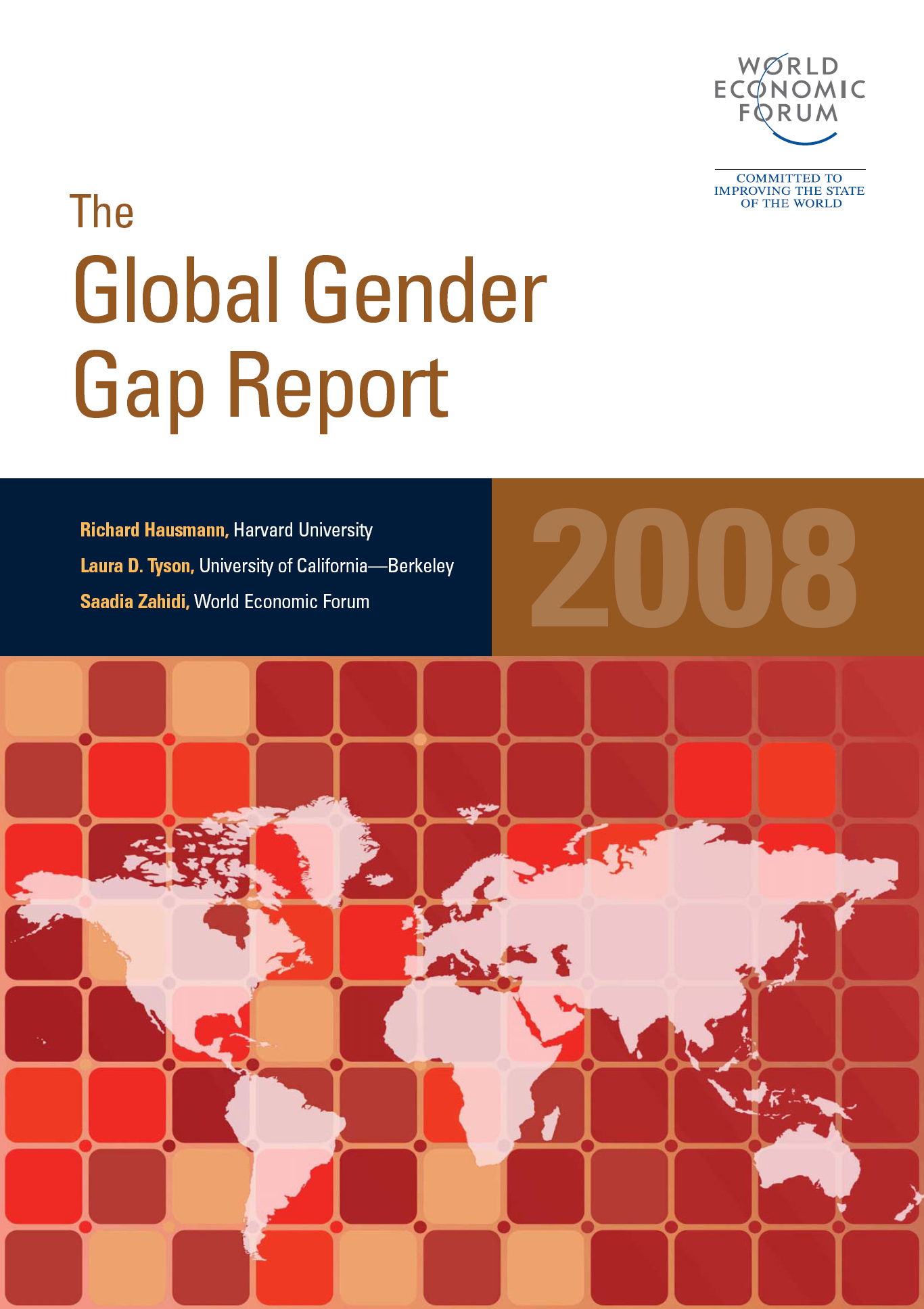
Couverture du rapport 2008

Le Global Gender Gap Report (ou Rapport mondial sur l'écart entre les femmes et les hommes) est publié pour la première fois en 2006 par le Forum économique mondial. Il comporte un indice mondial de l'écart entre les genres qui évalue les pays sur la façon dont les ressources et les opportunités du pays sont réparties entre les femmes et les hommes. Il permet de mesurer les inégalités entre les femmes et les hommes, indépendamment du niveau réel des ressources.

## Histoire
Le Forum économique mondial (en anglais : « World Economic Forum », abrégé « WEF ») publie le premier Rapport mondial sur l'écart entre les femmes et les hommes en 2006,,. Entre cette première étude et celle publiée en 2016, l'écart entre les genres s'est réduit, toutefois, il a connu une augmentation entre 2016 et 2017. Le rapport 2020 note une réduction de l'écart.

## Méthodologie
L'indice mondial de l'écart entre les genres évalue les pays sur la façon dont les ressources et les opportunités sont réparties entre les femmes et les hommes. Le rapport mesure le désavantage d'être femme par rapport à un homme. 
Le rapport examine quatre domaines d'inégalités entre les femmes et les hommes dans 130 pays à travers le monde, soit plus de 93 % de la population mondiale : 
- participation et opportunités économiques : salaires, participation et accès à un emploi hautement qualifié ;
- niveau d'instruction : accès à l'éducation de base et supérieure ;
- autonomisation politique : représentation dans les structures de prise de décision ;
- santé et survie : espérance de vie en tenant compte du ratio entre les sexes.

Treize des quatorze variables utilisées pour créer l'indice proviennent d'indicateurs de données concrètes accessibles au public, produites par les organisations internationales telles que l'Organisation internationale du travail, le Programme des Nations Unies pour le développement et l'Organisation mondiale de la santé.

## Construction de l'indice
| 1. Participation économique et opportunité            | 1. Participation économique et opportunité | 1. Participation économique et opportunité |
| rapport                                               | limite                                     | poids                                      |
| ----------------------------------------------------- | ------------------------------------------ | ------------------------------------------ |
| * Participation au marché du travail                  | 1.0                                        | 0,199                                      |
| * Égalité salariale pour un travail similaire         | 1.0                                        | 0,310                                      |
| * Revenu d'activité estimé                            | 1.0                                        | 0,221                                      |
| * Législateurs, hauts fonctionnaires et gestionnaires | 1.0                                        | 0,149                                      |
| * Travailleurs professionnels et techniques           | 1.0                                        | 0,121                                      |
|                                                       | Total                                      | 1.0                                        |
| 2. Niveau de scolarité                                |                                            |                                            |
| rapport                                               | limite                                     | poids                                      |
| * Taux d'alphabétisation                              | 1.0                                        | 0,191                                      |
| * Accès à l'enseignement primaire                     | 1.0                                        | 0,459                                      |
| * Accès à l'enseignement secondaire                   | 1.0                                        | 0,229                                      |
| * Accès à l'enseignement supérieur                    | 1.0                                        | 0,121                                      |
|                                                       | Total                                      | 1.0                                        |
| 3. Santé et survie                                    |                                            |                                            |
| rapport                                               | limite                                     | poids                                      |
| * Sexe ratio à la naissance                           | 0,944                                      | 0,693                                      |
| * Espérance de vie en bonne santé                     | 1,060                                      | 0,307                                      |
|                                                       | Total                                      | 1.0                                        |
| 4. Autonomisation politique                           |                                            |                                            |
| rapport                                               | limite                                     | poids                                      |
| * Les femmes au parlement                             | 1.0                                        | 0,310                                      |
| * Femmes aux postes ministériels                      | 1.0                                        | 0,247                                      |
| * Années avec une femme cheffe d'État                 | 1.0                                        | 0,443                                      |
|                                                       | Total                                      | 1.0                                        |

| Indice global                              | Indice global |
| ------------------------------------------ | ------------- |
| 1. Participation économique et opportunité | 1 000         |
| 2. Niveau de scolarité                     | 1 000         |
| 3. Santé et survie                         | 0,980         |
| 4. Autonomisation politique                | 1 000         |
| Total                                      | 3,980         |

## Classement des pays
Le score le plus élevé possible est de 1,0 égalité ou mieux pour les femmes.
| Localisation                     | Localisation     | Années | Années | Années | Années | Années | Années | Années | Années | Années | Années | Années | Années | Années | Années |       |
| Pays                             | Région           | 2006   | 2007   | 2008   | 2009   | 2010   | 2011   | 2012   | 2013   | 2014   | 2015   | 2016   | 2017   | 2018   | 2020   | 2023  |
| -------------------------------- | ---------------- | ------ | ------ | ------ | ------ | ------ | ------ | ------ | ------ | ------ | ------ | ------ | ------ | ------ | ------ | ----- |
| Afghanistan                      | Asie             |        |        |        |        |        |        |        |        |        |        |        |        |        |        | 0.405 |
| Afrique du Sud                   | Afrique          | 0.7125 | 0.7194 | 0.7232 | 0.7709 | 0.7535 | 0.7478 | 0.7496 | 0.7510 | 0.7527 | 0.759  | 0.764  | 0.756  | 0.755  | 0.780  | 0.787 |
| Albanie                          | Europe           | 0.6607 | 0.6685 | 0.6591 | 0.6601 | 0.6726 | 0.6748 | 0.6655 | 0.6412 | 0.6869 | 0.701  | 0.704  | 0.728  | 0.734  | 0.769  | 0.791 |
| Algérie                          | Afrique          | 0.6018 | 0.6068 | 0.6111 | 0.6119 | 0.6052 | 0.5991 | 0.6112 | 0.5966 | 0.6182 | 0.632  | 0.642  | 0.629  | 0.629  | 0.634  | 0.673 |
| Allemagne                        | Europe           | 0.7524 | 0.7618 | 0.7394 | 0.7449 | 0.7530 | 0.7590 | 0.7629 | 0.7583 | 0.7780 | 0.779  | 0.766  | 0.778  | 0.776  | 0.787  | 0.815 |
| Angola                           | Afrique          | 0.6039 | 0.6034 | 0.6032 | 0.6353 | 0.6712 | 0.6624 | N/A    | 0.6659 | 0.6311 | 0.637  | 0.643  | 0.640  | 0.633  | 0.660  | 0.656 |
| Arabie saoudite                  | Asie de l'Ouest  | 0.5242 | 0.5647 | 0.5537 | 0.5651 | 0.5713 | 0.5753 | 0.5731 | 0.5879 | 0.6059 | 0.605  | 0.583  | 0.584  | 0.590  | 0.599  | 0.637 |
| Argentine                        | Amérique du Sud  | 0.6829 | 0.6982 | 0.7209 | 0.7211 | 0.7187 | 0.7236 | 0.7212 | 0.7195 | 0.7317 | 0.734  | 0.735  | 0.732  | 0.733  | 0.746  | 0.762 |
| Arménie                          | Asie de l'Ouest  | N/A    | 0.6651 | 0.6677 | 0.6619 | 0.6669 | 0.6654 | 0.6636 | 0.6634 | 0.6622 | 0.668  | 0.669  | 0.677  | 0.678  | 0.684  | 0.721 |
| Australie                        | Océanie          | 0.7163 | 0.7204 | 0.7241 | 0.7282 | 0.7271 | 0.7291 | 0.7294 | 0.7390 | 0.7409 | 0.733  | 0.721  | 0.731  | 0.730  | 0.731  | 0.778 |
| Autriche                         | Europe           | 0.6986 | 0.7060 | 0.7153 | 0.7031 | 0.7091 | 0.7165 | 0.7391 | 0.7437 | 0.7266 | 0.733  | 0.716  | 0.709  | 0.718  | 0.744  | 0.740 |
| Azerbaïdjan                      | Asie de l'Ouest  | N/A    | 0.6781 | 0.6856 | 0.6626 | 0.6446 | 0.6577 | 0.6546 | 0.6582 | 0.6753 | 0.675  | 0.684  | 0.676  | 0.680  | 0.687  | 0.692 |
| Bahamas                          | Amérique du Nord | N/A    | N/A    | N/A    | 0.7179 | 0.7128 | 0.7340 | 0.7156 | 0.7128 | 0.7269 | 0.728  | 0.729  | 0.743  | 0.741  | 0.720  | NC.   |
| Bahreïn                          | Asie de l'Ouest  | 0.5894 | 0.5931 | 0.5927 | 0.6136 | 0.6217 | 0.6232 | 0.6298 | 0.6334 | 0.6261 | 0.644  | 0.615  | 0.632  | 0.627  | 0.629  | 0.666 |
| Bangladesh                       | Asie du Sud      | 0.6270 | 0.6314 | 0.6531 | 0.6526 | 0.6702 | 0.6812 | 0.6684 | 0.6848 | 0.6973 | 0.704  | 0.698  | 0.719  | 0.721  | 0.726  | 0.722 |
| Barbade                          | Amérique du Nord | N/A    | N/A    | 0.7188 | 0.7236 | 0.7176 | 0.7170 | 0.7232 | 0.7301 | 0.7289 | 0.744  | 0.739  | 0.750  | 0.753  | 0.749  | 0.769 |
| Bélarus                          | Europe           | N/A    | N/A    | N/A    | N/A    | N/A    | N/A    | N/A    | N/A    | N/A    | 0.734  | 0.737  | 0.744  | 0.747  | 0.746  | 0.752 |
| Belgique                         | Europe           | 0.7078 | 0.7198 | 0.7163 | 0.7165 | 0.7509 | 0.7531 | 0.7652 | 0.7684 | 0.7809 | 0.753  | 0.745  | 0.739  | 0.738  | 0.750  | 0.796 |
| Bélize                           | Amérique du Nord | N/A    | 0.6426 | 0.6610 | 0.6636 | 0.6536 | 0.6489 | 0.6465 | 0.6449 | 0.6701 | 0.668  | 0.676  | 0.692  | 0.662  | 0.671  | 0.696 |
| Bénin                            | Afrique          | 0.5780 | 0.5656 | 0.5582 | 0.5643 | 0.5719 | 0.5832 | 0.6258 | 0.5885 | N/A    | 0.625  | 0.636  | 0.652  | 0.654  | 0.658  | 0.616 |
| Bhoutan                          | Asie du Sud      | N/A    | N/A    | N/A    | N/A    | N/A    | N/A    | N/A    | 0.6651 | 0.6364 | 0.646  | 0.642  | 0.638  | 0.638  | 0.635  | 0.682 |
| Bolivie                          | Amérique du Sud  | 0.6335 | 0.6574 | 0.6667 | 0.6693 | 0.6751 | 0.6862 | 0.7222 | 0.7340 | 0.7049 | 0.749  | 0.746  | 0.758  | 0.748  | 0.734  | 0.730 |
| Botswana                         | Afrique          | 0.6897 | 0.6797 | 0.6839 | 0.7071 | 0.6876 | 0.6832 | 0.6744 | 0.6752 | 0.7129 | 0.710  | 0.715  | 0.720  | 0.715  | 0.709  | 0.719 |
| Brésil                           | Amérique du Sud  | 0.6543 | 0.6637 | 0.6737 | 0.6695 | 0.6655 | 0.6679 | 0.6909 | 0.6949 | 0.6941 | 0.686  | 0.687  | 0.684  | 0.681  | 0.691  | 0.726 |
| Brunei                           | Asie du Sud-Est  | N/A    | N/A    | 0.6392 | 0.6524 | 0.6748 | 0.6787 | 0.6750 | 0.6730 | 0.6719 | 0.684  | 0.669  | 0.671  | 0.686  | 0.686  | 0.693 |
| Bulgarie                         | Europe           | 0.6870 | 0.7085 | 0.7077 | 0.7072 | 0.6983 | 0.6987 | 0.7021 | 0.7097 | 0.7444 | 0.722  | 0.726  | 0.756  | 0.756  | 0.727  | 0.715 |
| Burkina Faso                     | Afrique          | 0.5854 | 0.5912 | 0.6029 | 0.6081 | 0.6162 | 0.6153 | 0.6455 | 0.6513 | 0.6500 | 0.651  | 0.64   | 0.646  | 0.629  | 0.635  | 0.676 |
| Burundi                          | Afrique          | N/A    | N/A    | N/A    | N/A    | N/A    | 0.7270 | 0.7338 | 0.7397 | 0.7565 | 0.748  | 0.768  | 0.755  | 0.741  | 0.745  | 0.763 |
| Cambodge                         | Asie du Sud-Est  | 0.6291 | 0.6353 | 0.6469 | 0.6410 | 0.6482 | 0.6464 | 0.6457 | 0.6509 | 0.6520 | 0.662  | 0.658  | 0.676  | 0.683  | 0.694  | 0.695 |
| Cameroun                         | Afrique          | 0.5865 | 0.5919 | 0.6017 | 0.6108 | 0.6110 | 0.6073 | 0.6291 | 0.6560 | N/A    | 0.682  | 0.684  | 0.689  | 0.714  | 0.686  | 0.693 |
| Canada                           | Amérique du Nord | 0.7165 | 0.7198 | 0.7136 | 0.7196 | 0.7372 | 0.7407 | 0.7381 | 0.7425 | 0.7464 | 0.740  | 0.731  | 0.769  | 0.771  | 0.772  | 0.770 |
| Cap-Vert                         | Afrique          | N/A    | N/A    | N/A    | N/A    | N/A    | N/A    | 0.7180 | 0.7122 | 0.7133 | 0.717  | 0.729  | 0.686  | 0.702  | 0.725  | 0.761 |
| Chili                            | Amérique du Sud  | 0.6455 | 0.6482 | 0.6818 | 0.6884 | 0.7013 | 0.7030 | 0.6676 | 0.6670 | 0.6975 | 0.698  | 0.699  | 0.704  | 0.717  | 0.723  | 0.777 |
| Chine                            | Asie de l'Est    | 0.6561 | 0.6643 | 0.6878 | 0.6907 | 0.6881 | 0.6866 | 0.6853 | 0.6908 | 0.6830 | 0.682  | 0.676  | 0.674  | 0.673  | 0.676  | 0.678 |
| Chypre                           | Asie de l'Ouest  | 0.6430 | 0.6522 | 0.6694 | 0.6706 | 0.6642 | 0.6567 | 0.6732 | 0.6801 | 0.6741 | 0.671  | 0.684  | 0.684  | 0.684  | 0.692  | 0.678 |
| Colombie                         | Amérique du Sud  | 0.7049 | 0.7090 | 0.6944 | 0.6939 | 0.6927 | 0.6714 | 0.6901 | 0.7171 | 0.7122 | 0.725  | 0.727  | 0.731  | 0.729  | 0.758  | 0.751 |
| Comores                          | Afrique          |        |        |        |        |        |        |        |        |        |        |        |        |        |        | 0.664 |
| Corée du Sud                     | Asie de l'Est    | 0.6157 | 0.6409 | 0.6154 | 0.6146 | 0.6342 | 0.6281 | 0.6356 | 0.6351 | 0.6403 | 0.651  | 0.649  | 0.650  | 0.657  | 0.672  | 0.680 |
| Costa Rica                       | Amérique du Nord | 0.6936 | 0.7014 | 0.7111 | 0.7180 | 0.7194 | 0.7266 | 0.7225 | 0.7241 | 0.7165 | 0.732  | 0.736  | 0.727  | 0.749  | 0.782  | 0.793 |
| Côte d'Ivoire                    | Afrique          | N/A    | N/A    | N/A    | N/A    | 0.5691 | 0.5773 | 0.5785 | 0.5814 | 0.5874 | 0.606  | 0.597  | 0.611  | 0.627  | 0.606  | 0.650 |
| Croatie                          | Europe           | 0.7145 | 0.7210 | 0.6967 | 0.6944 | 0.6939 | 0.7006 | 0.7053 | 0.7069 | 0.7075 | 0.708  | 0.7    | 0.711  | 0.712  | 0.720  | 0.730 |
| Cuba                             | Amérique du Nord | N/A    | 0.7169 | 0.7195 | 0.7176 | 0.7253 | 0.7394 | 0.7417 | 0.7540 | 0.7317 | 0.740  | 0.74   | 0.745  | 0.749  | 0.746  | NC.   |
| Danemark                         | Europe           | 0.7462 | 0.7519 | 0.7538 | 0.7628 | 0.7719 | 0.7778 | 0.7777 | 0.7779 | 0.8025 | 0.767  | 0.754  | 0.776  | 0.778  | 0.782  | 0.780 |
| Égypte                           | Afrique          | 0.5786 | 0.5809 | 0.5832 | 0.5862 | 0.5899 | 0.5933 | 0.5975 | 0.5935 | 0.6064 | 0.599  | 0.614  | 0.608  | 0.614  | 0.629  | 0.626 |
| Émirats arabes unis              | Asie de l'Ouest  | 0.5919 | 0.6184 | 0.6220 | 0.6198 | 0.6397 | 0.6454 | 0.6392 | 0.6372 | 0.6436 | 0.646  | 0.639  | 0.649  | 0.642  | 0.655  | 0.712 |
| Équateur                         | Amérique du Sud  | 0.6433 | 0.6881 | 0.7091 | 0.7220 | 0.7072 | 0.7035 | 0.7206 | 0.7389 | 0.7455 | 0.738  | 0.726  | 0.724  | 0.729  | 0.729  | 0.737 |
| Espagne                          | Europe           | 0.7319 | 0.7444 | 0.7281 | 0.7345 | 0.7554 | 0.7580 | 0.7266 | 0.7266 | 0.7325 | 0.742  | 0.738  | 0.746  | 0.746  | 0.795  | 0.791 |
| Estonie                          | Europe           | 0.6944 | 0.7008 | 0.7076 | 0.7094 | 0.7018 | 0.6983 | 0.6977 | 0.6997 | 0.7017 | 0.749  | 0.747  | 0.731  | 0.734  | 0.751  | 0.782 |
| États-Unis                       | Amérique du Nord | 0.7042 | 0.7002 | 0.7179 | 0.7173 | 0.7411 | 0.7412 | 0.7373 | 0.7392 | 0.7463 | 0.740  | 0.722  | 0.718  | 0.720  | 0.724  | 0.748 |
| Éthiopie                         | Afrique          | 0.5946 | 0.5991 | 0.5867 | 0.5948 | 0.6019 | 0.6136 | 0.6200 | 0.6198 | 0.6144 | 0.640  | 0.662  | 0.656  | 0.656  | 0.705  | 0.711 |
| Fiji                             | Océanie          | N/A    | N/A    | N/A    | 0.6414 | 0.6256 | 0.6255 | 0.6285 | 0.6286 | 0.6286 | 0.645  | N/A    | N/A    | 0.669  | 0.678  | 0.650 |
| Finlande                         | Europe           | 0.7958 | 0.8044 | 0.8195 | 0.8252 | 0.8260 | 0.8383 | 0.8451 | 0.8421 | 0.8453 | 0.850  | 0.845  | 0.823  | 0.821  | 0.832  | 0.863 |
| France                           | Europe           | 0.6520 | 0.6824 | 0.7341 | 0.7331 | 0.7025 | 0.7018 | 0.6984 | 0.7089 | 0.7588 | 0.761  | 0.755  | 0.778  | 0.779  | 0.781  | 0.756 |
| Gambie                           | Afrique          | 0.6448 | 0.6421 | 0.6622 | 0.6752 | 0.6762 | 0.6763 | 0.6630 | N/A    | N/A    | 0.674  | 0.667  | 0.649  | 0.642  | 0.628  | 0.651 |
| Géorgie                          | Asie de l'Ouest  | 0.6700 | 0.6665 | 0.6654 | 0.6680 | 0.6598 | 0.6624 | 0.6691 | 0.6750 | 0.6855 | 0.687  | 0.681  | 0.679  | 0.677  | 0.708  | 0.708 |
| Ghana                            | Afrique          | 0.6653 | 0.6725 | 0.6679 | 0.6704 | 0.6782 | 0.6811 | 0.6778 | 0.6811 | 0.6661 | 0.704  | 0.705  | 0.695  | 0.688  | 0.673  | 0.688 |
| Grèce                            | Europe           | 0.6540 | 0.6648 | 0.6727 | 0.6662 | 0.6908 | 0.6916 | 0.6716 | 0.6782 | 0.6784 | 0.685  | 0.68   | 0.692  | 0.696  | 0.701  | 0.693 |
| Guatemala                        | Amérique du Nord | 0.6067 | 0.6144 | 0.6072 | 0.6209 | 0.6238 | 0.6229 | 0.6260 | 0.6304 | 0.6821 | 0.667  | 0.666  | 0.667  | 0.668  | 0.666  | 0.659 |
| Guinée                           | Afrique          | N/A    | N/A    | N/A    | N/A    | N/A    | N/A    | N/A    | N/A    | N/A    | 0.618  | 0.64   | 0.659  | 0.656  | 0.642  | 0.617 |
| Guyana                           | Amérique du Sud  | N/A    | N/A    | N/A    | 0.7108 | 0.7090 | 0.7084 | 0.7119 | 0.7085 | 0.7010 | 0.702  | N/A    | N/A    | N/A    | N/A    | N/A   |
| Honduras                         | Amérique du Nord | 0.6483 | 0.6661 | 0.6960 | 0.6893 | 0.6927 | 0.6945 | 0.6763 | 0.6773 | 0.6935 | 0.688  | 0.69   | 0.711  | 0.706  | 0.722  | 0.735 |
| Hongrie                          | Europe           | 0.6698 | 0.6731 | 0.6867 | 0.6879 | 0.6720 | 0.6642 | 0.6718 | 0.6742 | 0.6759 | 0.672  | 0.669  | 0.670  | 0.674  | 0.677  | 0.689 |
| Islande                          | Europe           | 0.7813 | 0.7836 | 0.7999 | 0.8276 | 0.8496 | 0.8530 | 0.8640 | 0.8731 | 0.8594 | 0.881  | 0.874  | 0.878  | 0.858  | 0.877  | 0.912 |
| Inde                             | Asie du Sud      | 0.6011 | 0.5936 | 0.6060 | 0.6151 | 0.6155 | 0.6190 | 0.6442 | 0.6551 | 0.6455 | 0.664  | 0.683  | 0.669  | 0.665  | 0.668  | 0.643 |
| Indonésie                        | Asie du Sud-Est  | 0.6541 | 0.6550 | 0.6473 | 0.6580 | 0.6615 | 0.6594 | 0.6591 | 0.6613 | 0.6725 | 0.681  | 0.682  | 0.691  | 0.691  | 0.700  | 0.697 |
| Iran                             | Asie de l'Ouest  | 0.5803 | 0.5903 | 0.6021 | 0.5839 | 0.5933 | 0.5894 | 0.5927 | 0.5842 | 0.5811 | 0.580  | 0.587  | 0.583  | 0.589  | 0.584  | 0.575 |
| Irlande                          | Europe           | 0.7335 | 0.7457 | 0.7518 | 0.7597 | 0.7773 | 0.7830 | 0.7839 | 0.7823 | 0.7850 | 0.807  | 0.797  | 0.794  | 0.796  | 0.798  | 0.795 |
| Israël                           | Asie de l'Ouest  | 0.6889 | 0.6965 | 0.6900 | 0.7019 | 0.6957 | 0.6926 | 0.6989 | 0.7032 | 0.7005 | 0.712  | 0.719  | 0.721  | 0.722  | 0.718  | 0.701 |
| Italie                           | Europe           | 0.6456 | 0.6498 | 0.6788 | 0.6798 | 0.6765 | 0.6796 | 0.6729 | 0.6885 | 0.6973 | 0.726  | 0.719  | 0.692  | 0.706  | 0.707  | 0.705 |
| Jamaïque                         | Amérique du Nord | 0.7014 | 0.6925 | 0.6980 | 0.7013 | 0.7037 | 0.7028 | 0.7035 | 0.7085 | 0.7128 | 0.703  | 0.724  | 0.717  | 0.724  | 0.735  | 0.779 |
| Japon                            | Asie de l'Est    | 0.6447 | 0.6455 | 0.6434 | 0.6447 | 0.6524 | 0.6514 | 0.6530 | 0.6498 | 0.6584 | 0.670  | 0.66   | 0.657  | 0.662  | 0.652  | 0.647 |
| Jordanie                         | Asie de l'Ouest  | 0.6109 | 0.6203 | 0.6275 | 0.6182 | 0.6048 | 0.6117 | 0.6103 | 0.6093 | 0.5968 | 0.593  | 0.603  | 0.604  | 0.605  | 0.623  | 0.646 |
| Kazakhstan                       | Asie centrale    | 0.6928 | 0.6983 | 0.6976 | 0.7013 | 0.7055 | 0.7010 | 0.7213 | 0.7218 | 0.7210 | 0.719  | 0.718  | 0.713  | 0.712  | 0.710  | 0.721 |
| Kenya                            | Afrique          | 0.6486 | 0.6508 | 0.6547 | 0.6512 | 0.6499 | 0.6493 | 0.6768 | 0.6803 | 0.7258 | 0.719  | 0.702  | 0.694  | 0.700  | 0.671  | 0.708 |
| Koweït                           | Asie de l'Ouest  | 0.6341 | 0.6409 | 0.6358 | 0.6356 | 0.6318 | 0.6322 | 0.6320 | 0.6292 | 0.6457 | 0.646  | 0.624  | 0.679  | 0.630  | 0.650  | 0.651 |
| Kirghizistan                     | Asie centrale    | 0.6742 | 0.6653 | 0.7045 | 0.7058 | 0.6973 | 0.7036 | 0.7013 | 0.6948 | 0.6974 | 0.693  | 0.687  | 0.691  | 0.691  | 0.689  | 0.700 |
| Laos                             | Asie du Sud-Est  | N/A    | N/A    | N/A    | N/A    | N/A    | N/A    | N/A    | 0.6993 | 0.7044 | 0.713  | N/A    | 0.703  | 0.748  | 0.731  | 0.733 |
| Lettonie                         | Europe           | 0.7091 | 0.7333 | 0.7397 | 0.7416 | 0.7429 | 0.7399 | 0.7572 | 0.7610 | 0.7691 | 0.752  | 0.755  | 0.756  | 0.758  | 0.785  | 0.794 |
| Lesotho                          | Afrique          | 0.6807 | 0.7078 | 0.7320 | 0.7495 | 0.7678 | 0.7666 | 0.7608 | 0.7530 | 0.7255 | 0.706  | 0.706  | 0.695  | 0.693  | 0.695  | 0.702 |
| Liban                            | Asie de l'Ouest  | N/A    | N/A    | N/A    | N/A    | 0.6084 | 0.6083 | 0.6030 | 0.6028 | 0.5923 | 0.598  | 0.598  | 0.596  | 0.595  | 0.599  | 0.628 |
| Liberia                          | Afrique          | N/A    | N/A    | N/A    | N/A    | N/A    | N/A    | N/A    | N/A    | N/A    | 0.652  | 0.652  | 0.669  | 0.681  | 0.685  | 0.760 |
| Lituanie                         | Europe           | 0.7077 | 0.7234 | 0.7222 | 0.7175 | 0.7132 | 0.7131 | 0.7191 | 0.7308 | 0.7208 | 0.740  | 0.744  | 0.742  | 0.749  | 0.745  | 0.800 |
| Luxembourg                       | Europe           | 0.6671 | 0.6786 | 0.6802 | 0.6889 | 0.7231 | 0.7216 | 0.7439 | 0.7410 | 0.7333 | 0.738  | 0.734  | 0.706  | 0.712  | 0.725  | 0.747 |
| Macédoine                        | Europe           | 0.6983 | 0.6967 | 0.6914 | 0.6950 | 0.6996 | 0.6966 | 0.6968 | 0.7013 | 0.6943 | 0.701  | 0.696  | 0.702  | 0.707  | 0.711  | 0.711 |
| Madagascar                       | Afrique          | 0.6385 | 0.6461 | 0.6736 | 0.6732 | 0.6713 | 0.6797 | 0.6982 | 0.7016 | 0.7214 | 0.698  | 0.704  | 0.692  | 0.691  | 0.719  | 0.737 |
| Malawi                           | Afrique          | 0.6437 | 0.6480 | 0.6664 | 0.6738 | 0.6824 | 0.6850 | 0.7166 | 0.7139 | 0.7281 | 0.701  | 0.7    | 0.672  | 0.662  | 0.664  | 0.676 |
| Malaisie                         | Asie du Sud-Est  | 0.6509 | 0.6444 | 0.6442 | 0.6467 | 0.6479 | 0.6525 | 0.6539 | 0.6518 | 0.6520 | 0.655  | 0.666  | 0.670  | 0.676  | 0.677  | 0.682 |
| Maldives                         | Asie du Sud      | N/A    | 0.6350 | 0.6501 | 0.6482 | 0.6452 | 0.6480 | 0.6616 | 0.6604 | 0.6557 | 0.652  | 0.650  | 0.669  | 0.662  | 0.646  | 0.649 |
| Mali                             | Afrique          | 0.5996 | 0.6019 | 0.6117 | 0.5860 | 0.5680 | 0.5752 | 0.5842 | 0.5872 | 0.5779 | 0.599  | 0.591  | 0.583  | 0.582  | 0.621  | 0.605 |
| Malte                            | Europe           | 0.6518 | 0.6615 | 0.6634 | 0.6635 | 0.6695 | 0.6658 | 0.6666 | 0.6761 | 0.6707 | 0.668  | 0.664  | 0.682  | 0.686  | 0.693  | 0.713 |
| Maroc                            | Afrique          | 0.5827 | 0.5676 | 0.5757 | 0.5926 | 0.5767 | 0.5804 | 0.5833 | 0.5845 | 0.5988 | 0.593  | 0.597  | 0.598  | 0.607  | 0.605  | 0.621 |
| Maurice (pays)                   | Afrique          | 0.6328 | 0.6487 | 0.6466 | 0.6513 | 0.6520 | 0.6529 | 0.6547 | 0.6599 | 0.6541 | 0.646  | 0.652  | 0.664  | 0.663  | 0.665  | 0.689 |
| Mauritanie                       | Afrique          | 0.5835 | 0.6022 | 0.6117 | 0.6103 | 0.6152 | 0.6164 | 0.6129 | 0.5810 | 0.6029 | 0.613  | 0.624  | 0.614  | 0.607  | 0.614  | N/A   |
| Mexique                          | Amérique du Nord | 0.6462 | 0.6441 | 0.6441 | 0.6503 | 0.6577 | 0.6604 | 0.6712 | 0.6917 | 0.6900 | 0.699  | 0.7    | 0.692  | 0.721  | 0.754  | 0.765 |
| Moldavie                         | Europe           | 0.7128 | 0.7172 | 0.7244 | 0.7104 | 0.7160 | 0.7083 | 0.7101 | 0.7037 | 0.7405 | 0.742  | 0.741  | 0.740  | 0.733  | 0.757  | 0.788 |
| Mongolie                         | Asie de l'Est    | 0.6821 | 0.6731 | 0.7049 | 0.7221 | 0.7194 | 0.7140 | 0.7111 | 0.7204 | 0.7212 | 0.709  | 0.705  | 0.713  | 0.714  | 0.706  | 0.704 |
| Monténégro                       | Europe           | N/A    | N/A    | N/A    | N/A    | N/A    | N/A    | N/A    | N/A    | N/A    | 0.689  | 0.681  | 0.693  | 0.706  | 0.710  | 0.714 |
| Mozambique                       | Afrique          | N/A    | 0.6883 | 0.7266 | 0.7195 | 0.7329 | 0.7251 | 0.7350 | 0.7349 | 0.7370 | 0.741  | 0.75   | 0.741  | 0.721  | 0.723  | 0.778 |
| Myanmar                          | Asie du Sud-Est  | N/A    | N/A    | N/A    | N/A    | N/A    | N/A    | N/A    | N/A    | N/A    | N/A    | N/A    | 0.691  | 0.690  | 0.665  | 0.650 |
| Namibie                          | Afrique          | 0.6864 | 0.7012 | 0.7141 | 0.7167 | 0.7238 | 0.7177 | 0.7121 | 0.7094 | 0.7219 | 0.760  | 0.765  | 0.777  | 0.789  | 0.784  | 0.802 |
| Népal                            | Asie du Sud      | 0.5478 | 0.5575 | 0.5942 | 0.6213 | 0.6084 | 0.5888 | 0.6026 | 0.6053 | 0.6458 | 0.658  | 0.661  | 0.664  | 0.671  | 0.680  | 0.659 |
| Nicaragua                        | Amérique du Nord | 0.6566 | 0.6458 | 0.6747 | 0.7002 | 0.7176 | 0.7245 | 0.7697 | 0.7715 | 0.7894 | 0.776  | 0.78   | 0.814  | 0.809  | 0.804  | 0.811 |
| Nigeria                          | Afrique          | 0.6104 | 0.6122 | 0.6339 | 0.6280 | 0.6055 | 0.6011 | 0.6315 | 0.6469 | 0.6391 | 0.638  | 0.643  | 0.641  | 0.621  | 0.635  | 0.637 |
| Niger                            | Afrique          |        |        |        |        |        |        |        |        |        |        |        |        |        |        | 0.622 |
| Norvège                          | Europe           | 0.7994 | 0.8059 | 0.8239 | 0.8227 | 0.8404 | 0.8404 | 0.8403 | 0.8417 | 0.8374 | 0.850  | 0.842  | 0.830  | 0.835  | 0.842  | 0.879 |
| Nouvelle-Zélande                 | Océanie          | 0.7509 | 0.7649 | 0.7859 | 0.7880 | 0.7808 | 0.7810 | 0.7805 | 0.7799 | 0.7772 | 0.782  | 0.781  | 0.791  | 0.801  | 0.799  | 0.856 |
| Oman                             | Asie de l'Ouest  | N/A    | 0.5903 | 0.5960 | 0.5938 | 0.5950 | 0.5873 | 0.5986 | 0.6053 | 0.6091 | 0.604  | 0.612  | N/A    | 0.605  | 0.602  | 0.614 |
| Ouganda                          | Afrique          | 0.6797 | 0.6833 | 0.6981 | 0.7067 | 0.7169 | 0.7220 | 0.7228 | 0.7086 | 0.6821 | 0.708  | 0.704  | 0.721  | 0.724  | 0.717  | 0.706 |
| Pakistan                         | Asie du Sud      | 0.5434 | 0.5509 | 0.5549 | 0.5458 | 0.5465 | 0.5583 | 0.5478 | 0.5459 | 0.5522 | 0.559  | 0.556  | 0.546  | 0.550  | 0.564  | 0.565 |
| Panama                           | Central America  | 0.6935 | 0.6954 | 0.7095 | 0.7024 | 0.7072 | 0.7042 | 0.7122 | 0.7164 | 0.7195 | 0.772  | 0.721  | 0.722  | 0.722  | 0.730  | 0.724 |
| Paraguay                         | Amérique du Sud  | 0.6556 | 0.6659 | 0.6379 | 0.6868 | 0.6804 | 0.6818 | 0.6714 | 0.6724 | 0.6890 | 0.666  | 0.676  | 0.678  | 0.672  | 0.683  | 0.695 |
| Pays-Bas                         | Europe           | 0.7250 | 0.7383 | 0.7399 | 0.7490 | 0.7444 | 0.7470 | 0.7659 | 0.7608 | 0.7730 | 0.776  | 0.756  | 0.737  | 0.747  | 0.736  | 0.777 |
| Pérou                            | Amérique du Sud  | 0.6619 | 0.6624 | 0.6959 | 0.7024 | 0.6895 | 0.6796 | 0.6742 | 0.6787 | 0.7198 | 0.683  | 0.687  | 0.719  | 0.720  | 0.714  | 0.764 |
| Philippines                      | Asie du Sud-Est  | 0.7516 | 0.7629 | 0.7568 | 0.7579 | 0.7654 | 0.7685 | 0.7757 | 0.7832 | 0.7814 | 0.790  | 0.786  | 0.790  | 0.799  | 0.781  | 0.791 |
| Pologne                          | Europe           | 0.6802 | 0.6756 | 0.6951 | 0.6998 | 0.7037 | 0.7038 | 0.7015 | 0.7031 | 0.7051 | 0.715  | 0.727  | 0.728  | 0.728  | 0.736  | 0.722 |
| Portugal                         | Europe           | 0.6922 | 0.6959 | 0.7051 | 0.7013 | 0.7171 | 0.7144 | 0.7071 | 0.7056 | 0.7243 | 0.731  | 0.737  | 0.734  | 0.732  | 0.744  | 0.765 |
| Qatar                            | Asie de l'Ouest  | N/A    | 0.6041 | 0.5948 | 0.5907 | 0.6059 | 0.6230 | 0.6264 | 0.6299 | 0.6403 | 0.645  | 0.643  | 0.626  | 0.629  | 0.629  | 0.627 |
| République démocratique du Congo | Afrique          |        |        |        |        |        |        |        |        |        |        |        |        |        |        | 0.612 |
| République dominicaine           | Amérique du Nord | 0.6639 | 0.6705 | 0.6744 | 0.6859 | 0.6774 | 0.6682 | 0.6659 | 0.6867 | 0.6906 | 0.686  | 0.676  | 0.697  | 0.701  | 0.700  | 0.704 |
| République Tchèque               | Europe           | 0.6712 | 0.6718 | 0.6770 | 0.6789 | 0.6850 | 0.6789 | 0.6767 | 0.6770 | 0.6737 | 0.687  | 0.69   | 0.688  | 0.693  | 0.706  | 0.685 |
| Roumanie                         | Europe           | 0.6797 | 0.6859 | 0.6763 | 0.6805 | 0.6826 | 0.6812 | 0.6859 | 0.6908 | 0.6936 | 0.693  | 0.69   | 0.708  | 0.711  | 0.724  | 0.697 |
| Royaume-Uni                      | Europe           | 0.7365 | 0.7441 | 0.7366 | 0.7402 | 0.7460 | 0.7462 | 0.7433 | 0.7440 | 0.7383 | 0.758  | 0.752  | 0.770  | 0.744  | 0.767  | 0.792 |
| Russie                           | Europe           | 0.6770 | 0.6866 | 0.6994 | 0.6987 | 0.7036 | 0.7037 | 0.6980 | 0.6983 | 0.6927 | 0.694  | 0.691  | 0.696  | 0.701  | 0.706  | NC.   |
| Rwanda                           | Afrique          | N/A    | N/A    | N/A    | N/A    | N/A    | N/A    | N/A    | N/A    | N/A    | 0.794  | 0.8    | 0.822  | 0.804  | 0.791  | 0.794 |
| Salvador                         | Amérique du Nord | 0.6837 | 0.6853 | 0.6875 | 0.6939 | 0.6596 | 0.6567 | 0.6630 | 0.6609 | 0.6863 | 0.706  | 0.702  | 0.705  | 0.690  | 0.706  | 0.714 |
| Sénégal                          | Afrique          | N/A    | N/A    | N/A    | 0.6427 | 0.6414 | 0.6573 | 0.6657 | 0.6923 | 0.6912 | 0.698  | 0.685  | 0.684  | 0.682  | 0.684  | 0.680 |
| Serbie                           | Europe           | N/A    | N/A    | N/A    | N/A    | N/A    | N/A    | 0.7037 | 0.7116 | 0.7086 | 0.720  | 0.72   | 0.727  | 0.730  | 0.736  | 0.761 |
| Sierra Leone                     | Afrique          |        |        |        |        |        |        |        |        |        |        |        |        |        |        | 0.667 |
| Singapore                        | Asie du Sud-Est  | 0.6550 | 0.6609 | 0.6625 | 0.6664 | 0.6914 | 0.6914 | 0.6989 | 0.7000 | 0.7046 | 0.711  | 0.712  | 0.702  | 0.707  | 0.724  | 0.739 |
| Slovaquie                        | Europe           | 0.6757 | 0.6797 | 0.6824 | 0.6845 | 0.6778 | 0.6797 | 0.6824 | 0.6857 | 0.6806 | 0.675  | 0.679  | 0.694  | 0.693  | 0.718  | 0.720 |
| Slovénie                         | Europe           | 0.6745 | 0.6842 | 0.6937 | 0.6982 | 0.7047 | 0.7041 | 0.7132 | 0.7155 | 0.7443 | 0.784  | 0.786  | 0.805  | 0.784  | 0.743  | 0.773 |
| Sri Lanka                        | Asie du Sud      | 0.7199 | 0.7230 | 0.7371 | 0.7402 | 0.7458 | 0.7212 | 0.7122 | 0.7019 | 0.6903 | 0.686  | 0.673  | 0.669  | 0.676  | 0.680  | 0.663 |
| Suède                            | Europe           | 0.8133 | 0.8146 | 0.8139 | 0.8139 | 0.8024 | 0.8044 | 0.8159 | 0.8129 | 0.8165 | 0.823  | 0.815  | 0.816  | 0.822  | 0.820  | 0.815 |
| Suisse                           | Europe           | 0.6997 | 0.6924 | 0.7360 | 0.7426 | 0.7562 | 0.7627 | 0.7672 | 0.7736 | 0.7798 | 0.785  | 0.776  | 0.755  | 0.755  | 0.779  | 0.783 |
| Suriname                         | Amérique du Sud  | N/A    | 0.6794 | 0.6674 | 0.6726 | 0.6407 | 0.6395 | 0.6409 | 0.6369 | 0.6504 | 0.670  | 0.679  | 0.689  | 0.695  | 0.707  | 0.736 |
| Swaziland (Estwatini)            | Afrique          | N/A    | N/A    | N/A    | N/A    | N/A    | N/A    | N/A    | N/A    | N/A    | 0.670  | 0.665  | 0.670  | N/A    | N/A    | 0.745 |
| Syrie                            | Asie de l'Ouest  | N/A    | 0.6216 | 0.6181 | 0.6072 | 0.5926 | 0.5896 | 0.5626 | 0.5661 | 0.5775 | 0.568  | 0.567  | 0.568  | 0.568  | 0.567  | N/A   |
| Tadjikistan                      | Asie centrale    | N/A    | 0.6578 | 0.6541 | 0.6661 | 0.6598 | 0.6526 | 0.6608 | 0.6682 | 0.6654 | 0.675  | 0.679  | 0.678  | 0.638  | 0.626  | 0.672 |
| Tanzanie                         | Afrique          | 0.7038 | 0.6969 | 0.7068 | 0.6797 | 0.6829 | 0.6904 | 0.7091 | 0.6928 | 0.7182 | 0.718  | 0.716  | 0.700  | 0.704  | 0.713  | 0.740 |
| Tchad                            | Afrique          | 0.5247 | 0.5381 | 0.5290 | 0.5417 | 0.5330 | 0.5334 | 0.5594 | 0.5588 | 0.5764 | 0.580  | 0.587  | 0.575  | 0.580  | 0.596  | 0.570 |
| Thaïlande                        | Asie du Sud-Est  | 0.6831 | 0.6815 | 0.6917 | 0.6907 | 0.6910 | 0.6892 | 0.6893 | 0.6928 | 0.7027 | 0.706  | 0.699  | 0.694  | 0.702  | 0.708  | 0.711 |
| Timor oriental                   | Asie du Sud-Est  | N/A    | N/A    | N/A    | N/A    | N/A    | N/A    | 0.6855 | N/A    | N/A    | N/A    | 0.637  | 0.628  | 0.638  | 0.662  | 0.693 |
| Trinité-et-Tobago                | Amérique du Nord | 0.6797 | 0.6859 | 0.7245 | 0.7298 | 0.7353 | 0.7372 | 0.7116 | 0.7166 | 0.7154 | 0.720  | 0.723  | N/A    | N/A    | 0.756  | N/A   |
| Togo                             | Afrique          |        |        |        |        |        |        |        |        |        |        |        |        |        | N/A    | 0.696 |
| Tunisie                          | Afrique          | 0.6288 | 0.6283 | 0.6295 | 0.6233 | 0.6266 | 0.6255 | N/A    | N/A    | 0.6272 | 0.634  | 0.636  | 0.651  | 0.648  | 0.644  | 0.642 |
| Turquie                          | Asie de l'Ouest  | 0.5850 | 0.5768 | 0.5853 | 0.5828 | 0.5876 | 0.5954 | 0.6015 | 0.6081 | 0.6183 | 0.624  | 0.623  | 0.625  | 0.628  | 0.635  | 0.638 |
| Ukraine                          | Europe           | 0.6797 | 0.6790 | 0.6856 | 0.6896 | 0.6869 | 0.6861 | 0.6894 | 0.6935 | 0.7056 | 0.702  | 0.7    | 0.705  | 0.708  | 0.721  | 0.714 |
| Uruguay                          | Amérique du Sud  | 0.6549 | 0.6608 | 0.6907 | 0.6936 | 0.6897 | 0.6907 | 0.6745 | 0.6803 | 0.6871 | 0.679  | 0.681  | 0.710  | 0.715  | 0.737  | 0.714 |
| Vanuatu                          | Océanie          |        |        |        |        |        |        |        |        |        |        |        |        |        |        | 0.678 |
| Venezuela                        | Amérique du Sud  | 0.6664 | 0.6797 | 0.6875 | 0.6839 | 0.6863 | 0.6861 | 0.7060 | 0.7060 | 0.6851 | 0.691  | 0.694  | 0.706  | 0.709  | 0.713  | N/A   |
| Viêt Nam                         | Asie du Sud-Est  | N/A    | 0.6889 | 0.6778 | 0.6802 | 0.6776 | 0.6732 | 0.6867 | 0.6863 | 0.6915 | 0.687  | 0.7    | 0.698  | 0.698  | 0.700  | 0.711 |
| Yémen                            | Asie de l'Ouest  | 0.4595 | 0.4510 | 0.4664 | 0.4609 | 0.4603 | 0.4873 | 0.5054 | 0.5128 | 0.5145 | 0.484  | 0.516  | 0.516  | 0.499  | 0.494  | N/A   |
| Zambie                           | Afrique          | 0.6360 | 0.6288 | 0.6205 | 0.6310 | 0.6293 | 0.6300 | 0.6279 | 0.6312 | 0.6364 | 0.650  | N/A    | N/A    | N/A    | 0.731  | 0.699 |
| Zimbabwe                         | Afrique          | 0.6461 | 0.6464 | 0.6485 | 0.6518 | 0.6574 | 0.6607 | N/A    | N/A    | 0.7013 | 0.709  | 0.71   | 0.717  | 0.721  | 0.730  | 0.746 |

### Rapports
- 2023 (en) Global Gender Gap Report 2023 Insights Report, World Economic Forum, 2023 (lire en ligne)
- 2021
  - (en) World economic forum, Global Gender Gap Report 2021, World Economic Forum, Geneva, Switzerland, 2021 (lire en ligne)
  - Mini-site de présentation, avec différentes rubriques et accès à des rapports précédents : Global Gender Gap Report 2021.
  - Site de consultation associé des données 2021 : http://reports.weforum.org/globalgender-gap-report-2021/dataexplorer
- (en) World economic forum, The Global Gender Gap Report 2020, World Economic Forum, Geneva, Switzerland, 2020 (ISBN 978-2-940631-03-2, lire en ligne)
- (en) World economic forum, The Global Gender Gap Report 2018, World Economic Forum, Geneva, Switzerland, 2018 (ISBN 978-2-940631-00-1, lire en ligne)
- (en) World economic forum, The Global Gender Gap Report 2017, World Economic Forum, Geneva, Switzerland, 2017 (ISBN 978-1-944835-12-5, lire en ligne)
- (en) World economic forum, The Global Gender Gap Report 2016, World Economic Forum, Geneva, Switzerland, 2016 (ISBN 978-1-944835-05-7, lire en ligne)
- (en) World economic forum, The Global Gender Gap Report 2015 : 10th Anniversary Edition, World Economic Forum, Geneva, Switzerland, 2015 (ISBN 978-92-95044-41-8, lire en ligne)
- Ricardo Hausmann, Laura D. Tyson, Yasmina Bekhouche et Saadia Zahidi, The Global Gender Gap Index 2014, World Economic Forum, Geneva, Switzerland, 2014 (lire en ligne)
- Ricardo Hausmann, Laura D. Tyson, Saadia Zahidi, Editors, The Global Gender Gap Report 2013, World Economic Forum, Geneva, Switzerland, 2013 (lire en ligne)
- Ricardo Hausmann, Laura D. Tyson, Saadia Zahidi, Editors, The Global Gender Gap Report 2012, World Economic Forum, Geneva, Switzerland, 2012 (lire en ligne)
- The Global Gender Gap Report 2010 (lire en ligne)
- Ricardo Hausmann, Laura D. Tyson, Saadia Zahidi, Editors, The Global Gender Gap Report 2010, World Economic Forum, Geneva, Switzerland, 2010 (lire en ligne)
- Ricardo Hausmann, Laura D. Tyson, Saadia Zahidi, Editors, The Global Gender Gap Report 2009, World Economic Forum, Geneva, Switzerland, 2009 (lire en ligne)
- Ricardo Hausmann, Laura D. Tyson, Saadia Zahidi, Editors, The Global Gender Gap Report 2008, World Economic Forum, Geneva, Switzerland, 2008 (lire en ligne)
- Ricardo Hausmann, Laura D. Tyson, Saadia Zahidi, Editors, The Global Gender Gap Report 2007, World Economic Forum, Geneva, Switzerland, 2007 (lire en ligne)
- Ricardo Hausmann, Laura D. Tyson, Saadia Zahidi, Editors, The Global Gender Gap Report 2006, World Economic Forum, Geneva, Switzerland, 2006 (lire en ligne)